# Kazimierz Bartel
Kazimierz Bartel (polonès: Kazimierz Wladyslaw Bartel)  (Lviv, 3 de març de 1882 - Lviv, 26 de juliol de 1941) va ser un polític i matemàtic polonès.

## Vida i Obra
Bartel va néixer en una ciutat que va anar canviant de nom durant la seva vida depenent de l'estat al que pertanyia: Lemberg amb l'Imperi Austrohongarès, Lwòw amb Polònia, Lvov amb la Unió Soviètica i, actualment, Lviv amb Ucraïna. El seu pare era ferroviari i va passar una bona part de la seva infància a Stri que era un important nus de ferrocarrils. En aquesta vila va fer estudis professionals d'ajustador.
De 1902 a 1907 va estudiar mecànica a la Universitat Politècnica de Lviv i de 1907 a 1908 va estudiar matemàtiques i filosofia a la universitat de Lviv. El 1909 va ampliar estudis a la universitat de Múnic amb els professors Aurel Voss i Alfred Pringsheim, però també va assistir a les classes del professor d'història de l'art Karl Dochlemann. Aquestes classes i van imbuir el seu interès per l'estètica i l'art i el desig de comprendre les obres artístiques d'una forma precisa, matemàtica.
Va obtenir el doctorat i l'habilitació a la universitat politècnica de Lviv i va ser professor d'aquesta universitat la resta de la seva vida. Va ser rector de la universitat el bienni 1930-1931. Per altra banda també va tenir una intensa vida política: va ser ministre de ferrocarrils (1919-20), ministre de religions i il·lustració pública (1920), primer ministre en tres ocasions (1926, 1929 i 1930), diputat i senador de la segona República Polonesa. Malgrat aquesta activitat política no va reduir massa les seves activitats docents i de recerca.
El 1939 la ciutat va ser envaïda pels soviètics en el marc del pacte Mólotov-Ribbentrop i el juliol de 1940 Bartel va fer una visita a Moscou però no va cedir a les demandes de Stalin de formar un govern titella ni a les del líder en el exili general Władysław Sikorski de ser ambaixador a Moscou del govern en el exili.

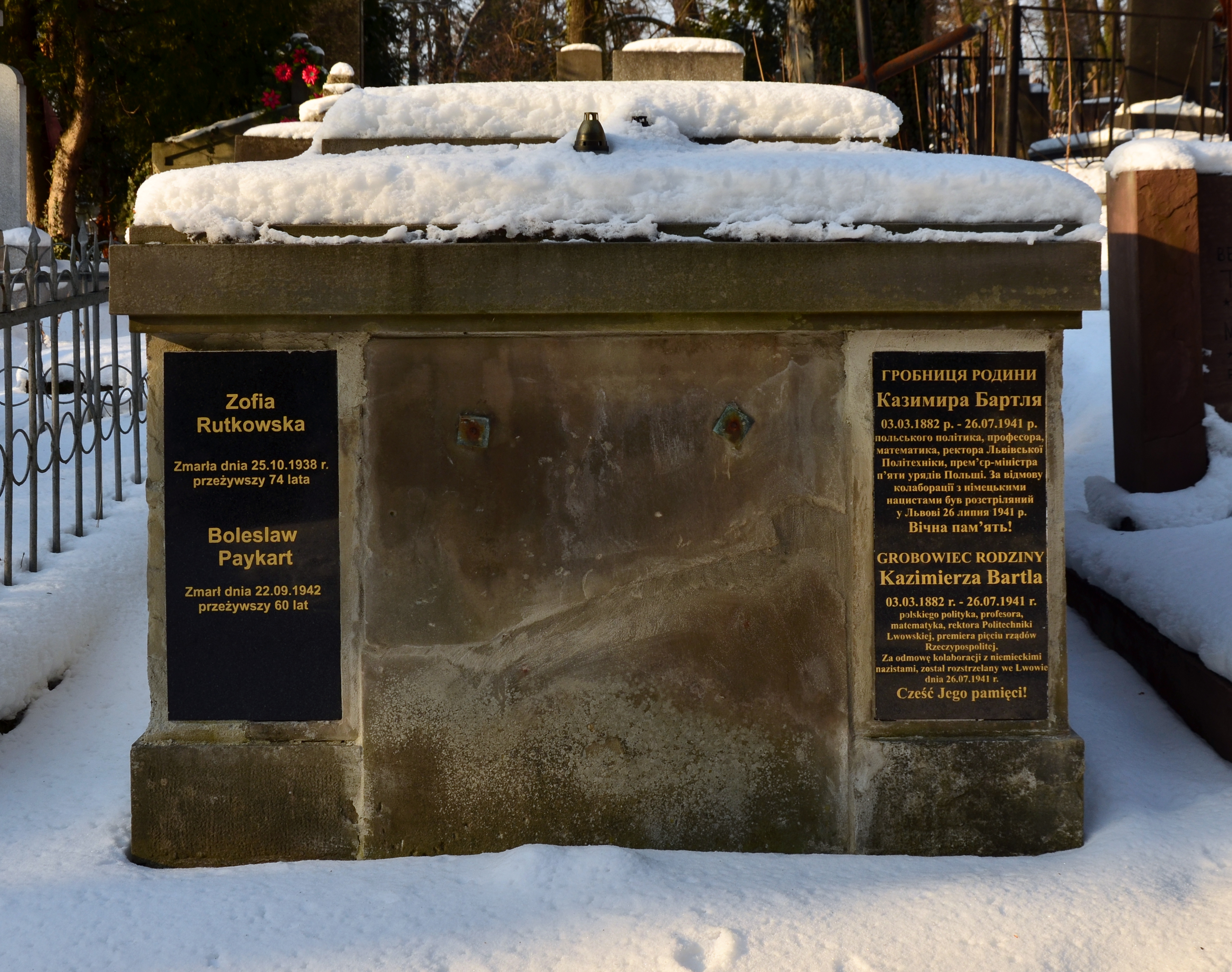
Tomba de la família Bartel al cementiri de Lviv

Després de la invasió de la Unió Soviètica i l'ocupació de la ciutat pes alemanys, Bartel i uns altres 36 professors de la universitat van ser arrestats per la Gestapo el 2 de juliol de 1941. Només un d'ells va ser alliberat; tots els altres van ser afusellats immediatament, excepte Bartel, a qui van tenir detingut fins al 26 de juliol en que també va ser afusellat. Segons algunes fonts, el octubre de 1943, abans que les tropes soviètiques alliberessin la ciutat, un sonderkommando de presoners jueus va obrir la fosa comú on s'havien enterrat els cadàvers de tots els professors, els van cremar i van escampar les cendres.
La obra científica de Bartel va ser fonamentalment en geometria i consta d'una dotzena d'articles i dos llibres. De especial importància és el seu llibre Perspektywa malarska (Perspectiva pictòrica) (1934) amb un segon volum editat de forma pòstuma el 1958 amb els seus papers de treball. En ells, expressa totes les seves reflexions sobre la relació entre la geometria i la pintura (ciència i art) i els seus efectes psicològics.